# センバノブユキ
センバ ノブユキは、日本の謎解きクリエイター、ゲームデザイナー。ClaGla専務取締役。
北海道札幌市西区出身。

## 略歴
北海道教育大学で美術を学び、卒業後はスタジオロッカで映像ディレクターを務める。2015年にdaipoと共にアナログゲーム制作団体CRIMAGE(クリメージ)を設立。

## 作品一覧

### 謎解きゲームイベント
- 『道の駅リアル謎解きゲーム「ブラックサーモンを倒せ」』(千歳市/ClaGla)-作、演出[2]
- 『リアル謎解きゲーム「モモイロの箱」』(ClaGla/札幌文化芸術交流センターSCARTS)-作、演出
- 『アイヌの世界を旅するリアル謎解きゲーム「神の魚を手に入れろ」』(千歳市/ClaGla)-作、演出
- 『街歩き謎解きゲーム「君ノ知ラナイ大通公園」』(ClaGla)-作、演出[3]
- 『街歩き謎解きゲーム「古代地下都市ポロラからの脱出」』(ClaGla)-作、演出[3]

### 謎解きゲーム
- 『宇宙観測所からの手紙』(CRIMAGE)-ゲームデザイン、アートワーク[4]
- 『退屈研究所からの手紙』(CRIMAGE)-ゲームデザイン、アートワーク[4]
- 『謎解きポストカード「THANK YOU!!」』-ゲームデザイン、アートワーク[4]
- 『謎解きポストカード「Congratulations!!」』-ゲームデザイン、アートワーク[4]

### ボードゲーム
- 『神々の遊び』(CRIMAGE)-ゲームデザイン、アートワーク[4]
- 『青い鳥と黒い鳥』(CRIMAGE)-ゲームデザイン、アートワーク[4]